# Акира Тозауа
Акира Тозауа (на японски: 戸澤 陽, роден на 22 юли 1985) е японски професионален кечист, подписал с WWE, където участва в щоуто Първична сила. Той е най-добре познат с работата си в Dragon Gate и едногодишната екскурзия до Съединените щати, по време на която работи за компании като Chikara, Dragon Gate USA и Pro Wrestling Guerrilla.

## Професионална кеч кариера

### Dragon Gate (2005 – 2010)
Акира Тозауа е третия завършил доджото на Dragon Gate. Става член на групировката M2K, но не прогресира добре. След като дебютира, той участва в 10 мача, но губи и десетте, връщайки се в доджото.
Тозауа се завръща през октомври 2005, партнирайки с Юки Оно/Кацуо. Обаче, започва да партнира с Ванджелис, кечист с образ на Нази стриптизьор. Кени'чиро се намесва, обиждайки Тозауа. Когато Тозауа отбелязва най-голямата победа в кариерата си, побеждавайки Наруки Дой, по време на Лигата на селата порта, впечатления Арай предлага на Тозауа място в M2K. Тозауа, обаче отказва и твърди, че иска да бъде лидер на собствена групировка, създавайки Тозауа-джуку.
Въпреки че Тозауа-джуку включва неговото име, Тозауа не е лидерът. Заради репутация на размирник зад кулисите по това време, той обикновено отсъства от шоута, прогресира малко и се отдалечава от партньорите си Таку Иуаса, Кени'чиро Арай и дори друг размирник Юки Оно.
На 11 юли 2008, след като прави това за повече от половин година, предизвиква шампионите на Освободената тройна порта Масааки Мочизуки, Дон Фуджии и Магнитюд Кишиуада на мач за титлите срещу него, Иуаса и Арай на 16 ноември. След загубата на Тозауа-джуку те се разделят, според условието на мача.
Той и Иуаса партнират с Шинго Такаги през следващите седмици, и на 19 декември, той създават нов съюз. На 11 януари 2009, Фрагон Кид се обединява с тях, а Шинго нарича съюза Камикадзе. Тозауа участва в турнира Битката на Токио две седмици по-късно, стигайки до финала, преди да загуби от Кагетора. Докато е в Камикадзе, той е члена с най-малък ранк; заради това той не се бие в главни мачове и губи често. Най-важните мачове по време на този период, са мач за Титлата на Освободената смела порта през 2009 срещу Чима и мач „Загубилият участва в тъмни мачове“ на 4 май 2010 срещу члена на Камикадзе Кибер Конг. След загубата му от Конг, Тозауа оставя Япония а турне в Съединените щати, започващо през май 2010.

### Американски подвизи (2010 – 2016)
На 7 май 2010, Тозауа дебютира в Dragon Gate USA, като член на злата групировка Камикадзе САЩ, партнирайки с Гран Акума в мач, в който са победени от Майк Куакенбъш и Джигсоу.
Също през май 2010 Тозауа започва да бие за компанията SoCal] Pro Wrestling Guerrilla. Дебютира в Pro Wrestling Guerrilla на 9 май, по време на Динамит Властния турнир за Отборните титли, партнирайки с Ямато от Камикадзе, губейки в първия кръг срещу Братя Бриско (Джей и МАрк Бриско). На следващото шоу на 11 юни, той побеждава Скот Лост и на 30 юли Крис Хироу.
Тозауа също участва в турнира за Купата на Младите лъвове 8 на Chikara през август 2010. Побеждава Зелената мравка на 27 август в първия кръг, но е последния елиминиран в шесторен елиминационен мач по-късно същата вечер. На 29 август, финалния ден от турнира, Тозауа е победен от Хелоуикд в индивидуален мач.
На 5 септември Тозауа участва в Битката на Лос Анджелис за 2010 на PWG, побеждавайки Ел Дженерико. На следващата вечер Тозауа е елиминиран от Крис Хироу. Мачът, наричан от някой кандидат за мач на годината, е известен като пробивното представяне на Тозауа, което е забелязано от офисите на Dragon Gate. Тозауа се завръща в PWG на 11 декември 2010, в мач, в който губи от Кевин Стийн. След това Стийн избира Тозауа за партньор на турнира на 4 март, DDT4.
Тозауа отбелязва победи над Сами Калихан, Остин Ейрис и Би екс Би Хълк за Dragon Gate USA през януари 2011, но намеси от Джон Моксли и Ямато, го карат да напусне Камикадзе САЩ, правейки го добър. На следващите записи на Dragon Gate USA на 3 април, Тозауа побеждава Моксли и получава шанс за Титлата на Освободената порта на свбодата. Той, обаче не печели, когато се опитва да стане новият шампион. Тозауа не успява да победи Пак за Титлата на Освободената смела порта, на Изгрев на живак 2011.
На 4 март 2011, Тозауа и Кевин Стийн, участват в турнира на PWG DDT4, побеждавайки Братя Бриско в първия кръг. След друга победа над Световните отборни шампиони на ROH, Кралете на кеча (Крис Хироу и Клаудио Костаньоли), където Тозауа тушира Хироу, отмъщавайки за загубата на Битка на Лос Анджелис, той и Стийн стигат до финала на турнира, където обаче са победени от Йънг Бъкс (Мат и Ник Джаксън). На 9 април, Тозауа е победен от Лоу Ки в индивидуален мач на PWG.
На 15 април, Тозауа се завръща в Chikara, ставайки капитан на Отбор Dragon Gate, включващ него, Кагетора и Супер Шиса, в турнира Крале на триос 2011. В първия кръг от турнира, Отбор Dragon Gate побеждават Спектралните пратеници (ЮУлтраМантис Блек, Хелоуикд и Фрайтмейр). На следващия ден, Отбор Dragon Gate е елиминиран от турнира в четвъртфиналите от Осириян портал (Амасис, Хиеракон и Офидиан). На 17 април, последния ден на турнира, Тозауа се бие срещу Еди Кингстън и губи.
На 19 април, Тозауа дебютира в Evolve на първия интернет pay-per-view турнир, биейки се срещу Чък Тейлър, но губи.
На 15 май 2011, в Остин, Тексас, Тозауа печели U–30 Титлата на новобранците на Anarchy Championship Wrestling (ACW) за пръв път в кариерата си, побеждавайки предишния шампион Ей Ар Фокс, Арик Кенън и Гари Джей в четворен мач. He would lose the title to Gerald James six days later.
На 7 май 27, Тозауа се връща в PWG за последния уикенд с компанията, преди да се върне в Япония. По време на първата вечер от Звездния уикенд 8, Тозауа и Кевин Стийн побеждават Ел Дженерико и Рикошет в отборен мач. На следващата вечер, Тозауа се бие в два мача, партнирайки със Стийн като побеждават РокНЕС Монстърс (Джони Гутайм и Джони Юма) в отборен мач, преди да загуби от Крис Хитоу в последния си мач на PWG. Това прекратява турнето на Тозауа на, в САЩ, въпреки че Тозауа остава част от Dragon Gate USA.
На 3 юни, Тозауа и Ямато не успчват да спечелят Титлите на Освободената съюзна порта, където губят от шампионите Масато Йошино и Пак на Без страх 2011. На 28 юни 2012, Тозауа не успешно предизвиква Джони Гаргано за Титлата на Освободената титла на свободата. Тозауа получава друг шанс за титлата на 28 юли 2013 на четвъртата годишнина на Dragon Gate USA, но отново е победен от Гаргано.
На 24 юли 2015, Тозауа се връща в PWG, губейки от Рикошет, и на първото шоу за 2016, завръщайки се от отново и губейки от Зак Сейбър, младши

### Завръщане в Dragon Gate (2011 – 2016)
На 8 юни 2011, Тозауа прави своето завръщане в Dragon Gate, присъединявайки се към злата групировка на компанията, Кръвните войни. След завръщането си, Тозауа е смятан за сериозен участник и печели мачове, включително срещу Шинго Ткаги на 17 юли, на Кеч Фестивала в Кобе 2011. През август, Тозауа и друг член на Кръвните войни Би екс Би Хълк участват в Лятно-приключенската отборна лига за 2011, където те побеждават Масааки Мочизуки и Ямато от Джънкшън Три и печелят турнирът. На 16 септември, Тозауа побеждава Ямато в мач без въжета и дисквалификации. След това Тозауа предизвиква Масааки Мочизуки за Титлата на Освободената мечтана порта на 13 октомври, но Тозауа е победен. На 1 декември, Тозауа и Би екс Би Хълк побеждава Кагетора и Сусуму Яокосука и печелят свободните Титли на Освободената близнашка порта, първата титла на Тозауа в Dragon Gate. На 19 януари 2012, Тозауа и Би екс Би Хълк обръщат гръб на лидера на Кръвните войни, Чима, коствайки му да загуби отборен мач „Загубилият напуска съюза“; като резултат Чима е изритан от Кръвните войни. След мача, Тозауа приема ролята на лидер. На 29 януари, Тозауа се завръща в PWG, когато той си партнира с Кевин Стийн и Супер Дракон в отборен мач между шестима, където са победени от Ел Дженерико. Масато Йошино и Пак. На 9 февруари, Кръвните войни печелят враждата им с Джънкшън Три, като ги побеждават в елиминационен отборен мач между 14, карайки техните опоненти да се разделят. На 1 март, Тозауа прекръства Кръвните войни на Мад Бланки. Три дни по-късно, той и Би екс Би Хълк губят Титлите на Оввободената близнашка порта от Джими Кагетора и Джими Сусуму. На 22 юли, Тозауа получава друг шанс за Титлата на Освободената мечтана порта, но този път е победен от Чима. На 19 август, Тозауа, Би екс Би Хълк и Наоки Танисаки побеждават Чима, Гама и Магнитюд Кашиуада, печелейки Лятно-приключенската отборна лига за 2012 и свободните Титли на Освободената триъгълна порта. Губят титлите от Каетекита Ветеран-гън (Гама, Хъб и Магнитюд Кишиуада) на 21 октомври. На 5 май 2013, Тозауа получава друг шанс за Титлата на Освободената мечтана порта в главния мач на Мъртъв или Жив 2013, но е победен от Чима. На 15 юни, Тозауа и Би екс Би печелят Титлите на Освободената близнашка порта от Шинго Такаги и Ямато, когато Ямато обръща гръб на Такаги и се присъединява към Мад Бланки. Тозауа и Хълк губят титлите пт Наруки Дой и Рикошет на 21 юли. На 1 август, след като Тозауа оставя Мад Бланки да спечелят срещу атацуки в мач, където загубилата групировка се разделя, останалите от Мад Бланки обръщат гръб на Тозауа, изритвайки го от групата и избирайки Ямато за новия лидер. На 30 август, Тозауа сформира нова групировка с бившите членове на Мад Бланки Уа Нейшън и Шинго Такаги. На 2 септември, тримата са присъединени от МАсато Йошино, Рикошет и Шачихоко Бой, сфовмирайки групировката Монстър Експрес. На 22 декември, Тозауа и Такаги побеждават Наруки Дой и Ямато, печелейки Титлите на Освободената близнашка порта. Те губят титлите от Ейта и Ти-Хоук на 20 юли 2014. На 28 февруари 2015, Тозауа печели първата си индивидуална титла в Dragon Gate, когато побеждава Кзай за Титлата на Освободената смела порта. На 29 март, Тозауа печели и Титлата на Овсвободена порта Оуарай, побеждавайки Йоске♥Санта Мария. На 1 ноември, Тозауа губи Титлата на Освободената смела порта от Котока в троен мач, който включва и Наоки Танизаки. На 14 ноември 2015 Тозауа губи Титлата на Освободената порт Оуарай от Г-н Накагауа.
На 22 септември 2016, Тозауа неуспешно предизвиква ЯМАТО за Титла на Освободената мечтана порта. На 23 септември, той обявява, че ще се бие в последния си мач в Dragon Gate на 3 ноември, преди да се измести в САЩ, за да работи с WWE.

### WWE

#### Полутежка класика (2016)
На 31 март 2016, Тозауа е обявен участник в предстоящия турнир на WWE, Глобалните полутежки серии, който по-късно е прекръстен на „Полутежка класика“. Турнирът започва на 23 юни, където Тозауа побеждава Кенет Джонсън в първия кръг. На 14 юли, Тозауа побеждава Джак Галахър във втория кръг. На 26 август, Тозауа е елиминиран от турнира в четвъртфиналите от Гран Металик.

#### Първична сила (от 2016 г.)
На 3 септември 2016, епизод на Първична сила, е обявено, че Тозауа е част от предстоящата полутежка дивизия на WWE.

## Групировки
- Тозауа-джуку (2006 – 2008)[70]
- Камикадзе (2009 – 2011)[70]
- Кръвните войни (2011 – 2012)[70]
- Мад Бланки (2012 – 2013)[70]
- Монстър Експрес (2013 – 2016)[70]

## В кеча
- Финални ходове
  - Bridging delayed package German suplex[1][71][72][73]
  - Tozawa Driver 2007 (Sitout suplex slam)[74] – 2007
- Ключови ходове
  - Apron Kara Tozawa / Tozawa from the Apron (Бяга по ръба на ринга, хвърля се на горното въже и прави springboard на diving headbutt)[71][72][75]
  - Ganki (Diving double knee drop в рамената на прав опонент, пренесен в туш)[71][72]
  - Hurray! Hurray! Tozawa! (Diving headbutt, с постановки)[74] – 2005 – 2008
  - Версии на суплес
    - German,[76] понякога, докато прави deadlift[1] или от горното въже[77]
    - Saito[4]
    - Super[78][79]
    - Tozawa Backdrop Hold (Bridging belly-to-back)[80][81]

  - Multiple suicide dives[28]
  - Rapid knife-edged chops на опонент в ъгъла[82][83][84]
  - Sankaigan Zanjyu (Senton, понякога със стол, поставен върху стомаха на опонента)[74][77]
- Прякори
  - „Голямото надмощие“[85]
  - „Г-н Високо напрежение“[71]
  - „Слънцето на ринга“[2]
- Входни песни
  - „Be Naked“ на Neo Atomic Motor[1][71]

## Шампионски титли и отличия
- Anarchy Championship Wrestling
  - U–30 шампион на новобранците на ACW (1 път)[30]
- Dragon Gate
  - Шампион на Освободената смела порта (1 път)[61]
  - Шампион на Освободената порта Оуарай (1 път)[62]
  - Шампион на Освободената триъгълна порта (2 пъти) – с Би екс Би Хълк и Наоки Танисаки,[50] Масато Йошино и Ти-Хоук (1)
  - Шампион на Освободената близнашка порта (3 пъти) – с Би екс Би Хълк (2),[43] и Шинго Такаги (1)[59]
  - Лятно-приключенска отборна лига (2011) – с Би екс Би Хълк[40]
  - Лятно-приключенска отборна лига (2012) – с Би екс Би Хълк и Наоки Танисаки[50]
- Pro Wrestling Illustrated
  - PWI го класира като #124 от топ 500 индивидуални кечисти на PWI 500 през 2012[86]

### Лучас де апуестас
| Победител (залог)   | Загубил (залог)          | Място         | Събитие      | Дата          | Пояснение         |
| ------------------- | ------------------------ | ------------- | ------------ | ------------- | ----------------- |
| Акира Тозауа (коса) | Супер Шенлог III (маска) | Токио, Япония | Живо събитие | 1 август 2013 | [ Note 1 ] [ 55 ] |

## Пояснение
1. ↑  Това е отборен мач „Маска срещу коса“ между осем души, където Тозауа, Би екс Би Хълк, Кзай, Мандай Рю и Ямато се бият срещу Шенлог, Чикиро Томинага, Кибер Конг и Шинго Такаги.